# میرزا حسین‌لی
میرزا حسین‌لی (به لاتین: Mirzəhüseynli) یک منطقه مسکونی در جمهوری آذربایجان است که در شهرستان گوی‌چای واقع شده است. میرزا حسین‌لی ۷۵۶ نفر جمعیت دارد.